# Kenongo (Gucialit)
Kenongo is een bestuurslaag in het regentschap Lumajang van de provincie Oost-Java, Indonesië. Kenongo telt 1381 inwoners (volkstelling 2010).